# Ozero Lednikovoe
Der Ozero Lednikovoe (englische Transkription von russisch Озеро Ледниковое Osero Lednikowoje, deutsch ‚Gletschersee‘) ist ein See in den Prince Charles Mountains des ostantarktischen Mac-Robertson-Lands. Er liegt unmittelbar westlich des Nunatak Narvskij.
Russische Wissenschaftler benannten ihn.